# Campionati africani di badminton 2023
I Campionati africani di badminton 2023 si sono svolti a Benoni, in Sudafrica, dal 13 al 19 febbraio 2023. È stata la 26ª edizione del torneo, organizzato dalla Badminton Confederation of Africa.

## Podi
| Evento              | Oro                            | Argento                                | Bronzo                             |
| Singolare maschile  | Anuoluwapo Juwon Opeyori       | Julien Paul                            | Robert Summers                     |
| Singolare maschile  | Anuoluwapo Juwon Opeyori       | Julien Paul                            | Brian Kasirye                      |
| Singolare femminile | Fadilah Shamika Mohamed Rafi   | Johanita Scholtz                       | Husina Kobugabe                    |
| Singolare femminile | Fadilah Shamika Mohamed Rafi   | Johanita Scholtz                       | Yasmina Chibah                     |
| Doppio maschile     | Jarred Elliott Robert Summers  | Mohamed Abderrahime Belarbi Adel Hamek | Youcef Sabri Medel Koceila Mammeri |
| Doppio maschile     | Jarred Elliott Robert Summers  | Mohamed Abderrahime Belarbi Adel Hamek | Aaron Assing Xavier Chan Fung Ting |
| Doppio femminile    | Amy Ackerman Deidre Laurens    | Yasmina Chibah Linda Mazri             | Husina Kobugabe Gladys Mbabazi     |
| Doppio femminile    | Amy Ackerman Deidre Laurens    | Yasmina Chibah Linda Mazri             | Celia Mounib Tanina Mammeri        |
| Doppio misto        | Koceila Mammeri Tanina Mammeri | Adham Hatem Elgamal Doha Hany          | Robert White Deidre Laurens        |
| Doppio misto        | Koceila Mammeri Tanina Mammeri | Adham Hatem Elgamal Doha Hany          | Jarred Elliott Amy Ackerman        |
| Squadra mista       | Egitto                         | Mauritius                              | Sudafrica                          |
| Squadra mista       | Egitto                         | Mauritius                              | Algeria                            |

## Medagliere
| Posiz. | Nazione     | Oro | Argento | Bronzo | Totale |
| ------ | ----------- | --- | ------- | ------ | ------ |
| 1      | Sudafrica   | 2   | 1       | 4      | 7      |
| 2      | Algeria     | 1   | 2       | 4      | 7      |
| 3      | Egitto      | 1   | 1       | 0      | 2      |
| 4      | Uganda      | 1   | 0       | 3      | 4      |
| 5      | Nigeria     | 1   | 0       | 0      | 1      |
| 6      | Mauritius   | 0   | 2       | 0      | 2      |
| 7      | La Riunione | 0   | 0       | 1      | 1      |
| Totale | Totale      | 6   | 6       | 12     | 24     |